# Еюп Сабри Акгьол
Еюп Сабри бей или Еюб Сабри бег (на турски: Eyüp Sabri Akgöl или Ohrili Eyüp Sabri) е турски офицер, общественик и политик от Македония, деец на Комитета за единение и напредък.

## Биография
Роден е в Охрид през 1876 година затова носи прякора Охрили, тоест Охридчанинът. Завършва Военна академия през 1894 година. Включва се в младотурското движение. Военен командир е в Охрид и към 1908 година достига до чин кол ага (между капитан и майор). През 1907 година изсушава блатиста местност в Охрид и на следващата година започва изграждането на идадие – сграда, първоначално предназначена за гимназия за мюсюлмански и християнски деца, но завършена напълно в 1927 година.
Еюп Сабри е един от офицерите, имащи ключова роля при избухването на Младотурската революция през юли 1908 година. На 22 юли частите, командвани от Ниязи бей и Еюп Сабри, влизат в Битоля и пленяват верния на султан Абдул Хамид II военен командир Татар Осман паша.
Участва в потушаването на опита за контрапреврат на султан Абдул Хамид ІІ от 1909 година. В Охрид Еюп Сабри строи и сградата на каймакама, председател е на общината и на младотурската партия. През април 1910 година охридската махала, в която той  построява училище и джамия (месджид), е наречена „Еюп Сабри бей“. През май 1910 година напуска армията и е избран в ръководството на партията Комитет за единение и напредък. В следващите десетилетия се отдава на политическа дейност. Дълги години е депутат в османски и турски парламенти. Оставя спомени.
През 1926 – 1933 година води без успех съдебно дело за собствеността на сградата на Охридската гимназия.
При въвеждането на фамилиите в Турция приема името Акгьол.
Еюп Сабри умира през 1950 година в Цариград.

## Съчинения
- „Bir Esirin Hatıraları“ (Спомени на един затворник), Istanbul 1978